# Inductieve stabilisatie
In de scheikunde is inductieve stabilisatie of het inductieve effect een experimenteel vastgesteld effect waarbij ladingen doorgegeven worden door een opeenvolging van atomen middels elektrostatische inductie. Het netto-effect van een substituent is een combinatie van dit inductieve effect en de rol die resonantie speelt via het mesomeereffect.
De elektronen in een σ-binding tussen twee ongelijke atomen zijn niet gelijkmatig tussen de twee kernen verdeeld, maar is een beetje verschoven naar het meer elektronegatieve element van de twee. Dit veroorzaakt een permanente polarisatie in de binding, waarbij het elektronegatievere atoom een beetje negatief (δ−) geladen is, het andere een beetje positief (δ+).
Is het elektronegatievere atoom gebonden aan de keten van atomen, meestal koolstof, dan zullen alle atomen in de keten iets positiever worden.
- Is het substituent meer elektronegatief dan het koolstofatoom, dan daalt de elektronendichtheid rond C. Hier spreekt men van een negatief inductief effect (-I). Het substituent is hier elektronenzuigend.
- Is het substituent minder elektronegatief dan het koolstofatoom, dan stijgt de elektronendichtheid rond C. Hier spreekt men van een positief inductief effect (+I). Het substituent is hier elektronenstuwend.

Sommige groepen, zoals alkylgroepen, zijn minder elektronenaantrekkend dan waterstof en worden daarom als elektronenstuwend aangemerkt, het effect wordt ook wel +I effect genoemd.
De op deze wijze geïnduceerde polariteit is kleiner dan de polariteit die van nature tussen de atomen aanwezig is, en neemt snel af met de afstand tot het inducerende atoom. Het inductieve effect is weliswaar constant, maar vaak ook erg klein.
Inductieve effecten kunnen ook opgeroepen worden door sommige samengestelde groepen. Relatieve inductieve stabilisatie is experimenteel bepaald ten opzichte van waterstof. Daarbij is onderstaande volgorde bepaald. Voorop staat de meest elektronegatieve groep, de elektronenzuiger -NO2, achteraan de sterkste elektronenstuwer -C(CH3)3.
-NO2, -F, -COOH, -Cl, -Br, -I, -OH, -OR, -C6H5, -H, -CH3, -CH2CH3,  -CH(CH3)2, -C(CH3)3
De inductieve stabilisatie kan kwantitatief worden beschreven met behulp van de Hammett-vergelijking.

## Toepassingen
- Alkaancarbonzuren. De zuursterkte van de alifatische carbonzuren hangt af van de mate van ionisatie van het zuur. Hoe meer ionisatie, hoe sterker het zuur. De zuursterkte wordt weergegeven met behulp van de zuurconstante, of in de vorm van de pKa. In de alifatische carbonzuren is het effect van de elektronenstuwende methyl- en alkylgroepen een verhoging van de elektronendichtheid op de zuurstofatomen in de zuurgroep. Het waterstofatoom wordt sterker gebonden: hoe meer alkylgroep aan het zuur, hoe zwakker het zuur. De grotere ionisatie in methaanzuur in vergelijking met ethaanzuur maakt methaanzuur (pKz=3.75) sterker dan ethaanzuur (pKz=4.76). In de chloorgesubstitueerde ethaanzuren (aantal chlooratomen) en propaanzuren (afstand tot de zuurgroep) is het effect te zien van de elektronenzuigende werking van chloor op de zuurconstante.
De grotere zuursterkte voor de kleinere carbonzuren wordt slechts deels door het inductieve effect verklaard.  Een tweede effect dat ook meespeelt is de verstoring van de waterstructuur door alkylgroepen in de "staart" van een carbonzuur. Hoe groter de alkylgroep hoe meer de waterstofbindingen in water verstoord zullen worden.  Een anion met een grote alkylgroep moet een (groter) deel van de energiewinst uit de ionisatie gebruiken om zijn "staart" tussen de watermoleculen te plaatsen.  Dit betekent een kleinere energiewinst ten gevolge van ionisatie, en dus netto een kleinere ionisatie.
- Aromatische carbonzuren. In benzoëzuur heeft het aan de zuurgroep gebonden koolstofatoom (én de andere ringkoolstofatomen) een sp2 hybridisatie. Dit betekent een hoger s-karakter (dat wil zeggen lagere energie, dus elektronegatiever) voor de orbitaal die de zuurgroep bindt dan in cyclohexaancarbonzuur. Het gevolg is dat benzoëzuur (pKz=4.20) een sterker zuur is dan cyclohexaancarbonzuur (pKa=4.87).
Ook hier geldt dat het inductief effect slechts een deel van de verklaring vormt.  Het aromatische systeem geeft de negatieve lading van de carbonzuurgroep de gelegenheid te delokaliseren naar de ring toe. Spreiding van lading betekent energiewinst. De vorming van het benzoaat-ion levert meer energie dan de vorming van het cyclohexaancarbonaat-ion. Benzoëzuur is dus een sterker zuur.
- Tweewaardige zuren. Omdat de carbonzuurgroep zelf ook elektronenzuigend is, zijn de dizuren doorgaans sterker dan de monocarbonzuren met hetzelfde aantal koolstofatomen. Dit effect wordt minder naarmate het aantal koolstofatomen tussen de twee zuurgroepen toeneemt en kan bij moleculen groter dan hexaandizuur praktisch verwaarloosd worden.

## De uitzondering
- In het Baker-Nathaneffect is de waargenomen volgorde van elektronenstuwing voor de alkylgroepen net andersom dan in bovenstaande serie wordt aangegeven.